# Potamogeton oxyphyllus
Potamogeton oxyphyllus är en nateväxtart som beskrevs av Friedrich Anton Wilhelm Miquel. Potamogeton oxyphyllus ingår i släktet natar, och familjen nateväxter. Inga underarter finns listade.

## Bildgalleri

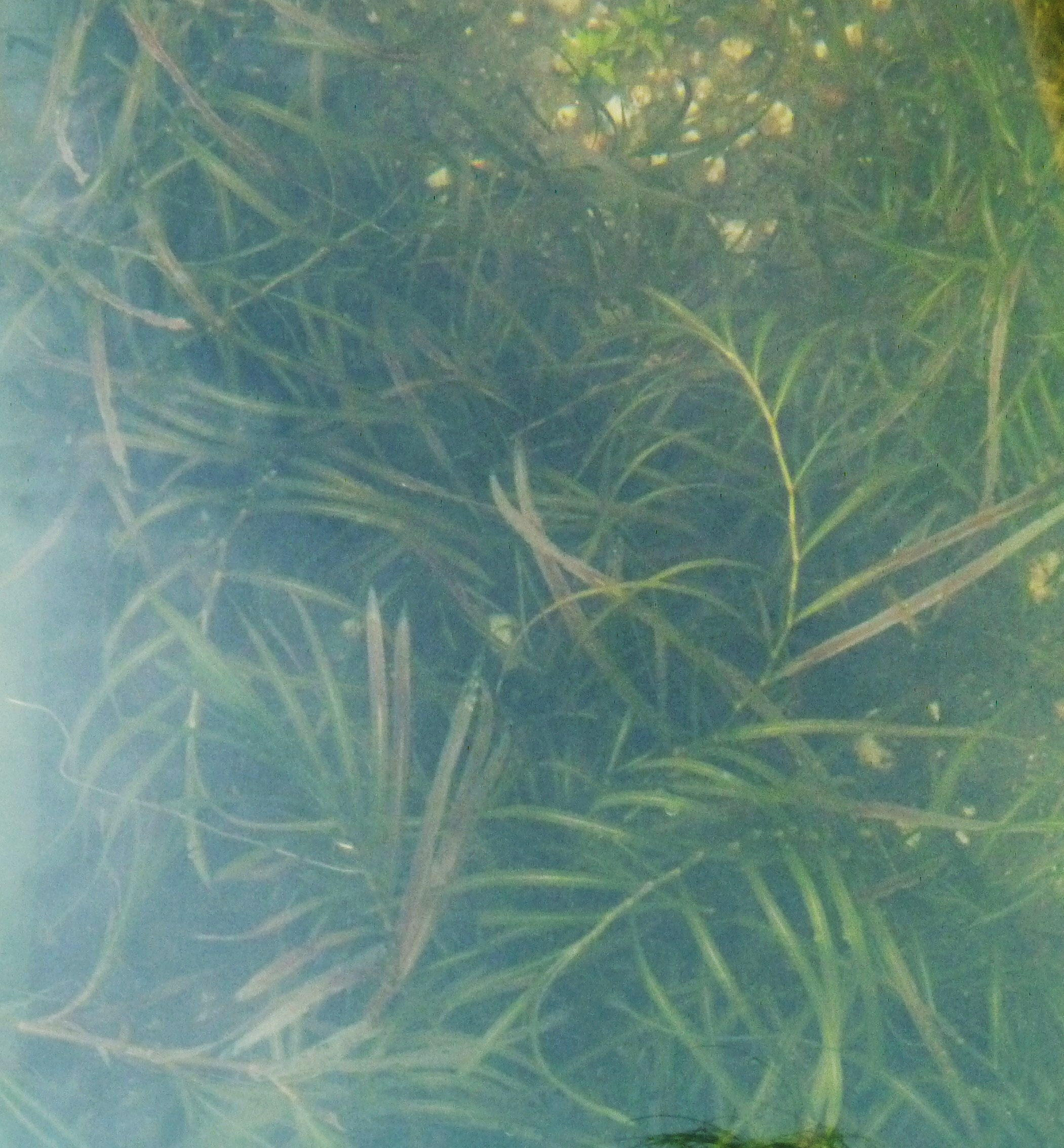